# 赫斯珀 (蒙大拿州)
赫斯珀（英語：Hesper）是位於美國蒙大拿州黃石縣的非建制地區。

## 歷史
赫斯珀的郵局於1912年設立，其後於1934年停運。

## 地理
赫斯珀所處的海拔為高於海平面1014米（即3327英呎），而該地所採用的時區為UTC-6，即北美山地時區（MST）。同時該地設有夏令時間，為UTC-7調快一小時，即UTC-6（MDT）。